# Hématocrite

Composition en volume du sang.

Volume cellulaire par rapport au volume sanguin.

Pour les articles homonymes, voir HCT.
 (février 2016).
Si vous disposez d'ouvrages ou d'articles de référence ou si vous connaissez des sites web de qualité traitant du thème abordé ici, merci de compléter l'article en donnant les références utiles à sa vérifiabilité et en les liant à la section « Notes et références ».
En médecine, l'hématocrite, Hte ou HCT (du grec ancien αἵματος / haimatos de αἷμα / haima, « sang » et κριτής / kritês « juge ») est le volume occupé par les globules rouges circulant dans le sang exprimé en pourcentage par rapport au volume total du sang. C'est aussi le nom de l'examen permettant de déterminer ce paramètre, qui est souvent abrégé en Ht, réalisé lors d'un hémogramme.
En pratique, ce pourcentage correspond au rapport entre le volume qu'occupent les cellules circulantes du sang après centrifugation d'un prélèvement sanguin veineux et le volume centrifugé. C'est une approximation du volume qu'occupent les érythrocytes (globules rouges).
Cette mesure est indispensable pour calculer le volume globulaire moyen (VGM) et la concentration corpusculaire moyenne en hémoglobine (CCMH).

## Valeurs usuelles
Sa valeur est variable selon l'espèce, l'âge et le sexe.
Dans l'espèce humaine, il est plus élevé chez l'homme que chez la femme et il est plus élevé chez le nourrisson que chez une personne âgée.
- Chez l'homme de plus de 40 ans, la valeur normale est de 41 à 52 %.
- Chez la femme de plus de 40 ans, la valeur normale est de 40 à 52 %[2].
- Chez la femme enceinte et l'enfant, cette valeur diminue considérablement (36 à 47 % chez l'enfant et 44 à 62 % chez le nouveau-né).

Pour les espèces animales les plus couramment rencontrées en médecine vétérinaire, il est de 37 à 55 % chez le chien, de 24 à 45 % chez le chat, de 32 à 53 % chez le cheval et de 24 à 46 % chez la vache.

## Variations pathologiques
De nombreuses affections peuvent être responsables d'anomalies de l'hématocrite,, certaines seront responsables d'une baisse de ce dernier:
- Anémie
- Hémorragie
- Certaines hémopathies malignes comme les leucémies.
- Dénutrition
- hémodilution

D'autres seront responsables d'une hausse de l'hématocrite:
- déshydratation
- Hémoconcentration
- Les causes de polyglobulie comme la maladie de Vaquez ou encore la bronchopneumopathie chronique obstructive.